# Baruntse
Baruntse – szczyt w Himalajach, we wschodnim Nepalu. Pierwszego wejścia dokonali, drogą południową, Colin Todd i Geoff Harrow w 1954.
Pierwsze polskie wejście: Izabela Czaplicka oraz Marcin Dudek – 2 listopada 2011 r.